# General Instrument
General Instrument (GI) è stata un'azienda statunitense produttrice di componenti elettronici con sede a Horsham (Pennsylvania), specializzata in prodotti per la televisione via cavo e nella realizzazione di semiconduttori.

## Storia
La società fu fondata nel 1923 e durante gli anni quaranta e cinquanta produsse componenti elettronici quali transistor e diodi. A partire dagli anni sessanta si dedicò anche alla progettazione e realizzazione di circuiti integrati.

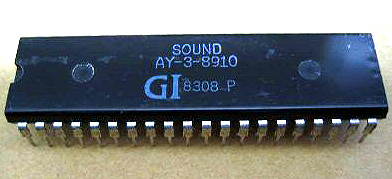
Il chip audio General Instrument AY-3-8910, largamente utilizzato in molte console e computer degli anni ottanta.

Durante gli anni settanta mise in commercio alcuni prodotti di successo, tra cui il microprocessore CP1600, che fu usato nel 1980 come CPU nella console Mattel Intellivision, ed il microcontrollore PIC1640, che dette origine alla famiglia di microcontrollori PICmicro. Nella seconda metà degli anni ottanta, tramite l'acquisizione di MA/COM, entrò in possesso del Videocipher, un sistema di accesso condizionato alle trasmissioni televisive satellitari, che è stato utilizzato fino al 2008. Un altro chip largamente utilizzato fu il General Instrument AY-3-8910, un generatore audio utilizzato nelle console Intellivision e Vectrex, negli home computer MSX, Atari ST, Amstrad CPC, Oric 1, Colour Genie, Elektor TV Games Computer e Sinclair ZX Spectrum 128/+2/+3 nonché nella scheda sonora Mockingboard per gli Apple II. Fu prodotto su licenza anche da Yamaha, che lo distribuì come YM2149F.
Nel 1987, in seguito ad un riassetto societario, la sussidiaria General Instrument Microelectronics, che operava nel settore dei microprocessori, fu separata dal resto dell'azienda per formare Microchip Technology.
Nel 1997 General Instrument fu divisa in 3 società: General Semiconductor (semiconduttori di potenza), CommScope e NextLevel Systems (forniture per la TV via cavo e satellitare). General Semiconductor fu acquistata nel 2001 da Vishay Intertechnology, specializzata nella fornitura di componenti elettronici, mentre NextLevel Systems riprese successivamente il nome originale divenendo General Instrument Corporation.
General Instrument Corporation fu in seguito acquistata da Motorola per divenire Motorola Connected Home Solutions, e poi Home and Networks Mobility nel 2007.
General Instrument ha visto tra i suoi presidenti del consiglio di amministrazione anche Donald Rumsfeld, l'ex segretario della Difesa degli Stati Uniti sotto l'amministrazione George W. Bush, che ha occupato tale poltrona dal 1990 al 1993.

### Presenza in Italia
Dal 1968 al 1974 fu attivo uno stabilimento General Instruments in Italia (Giugliano, Napoli) dove vennero progettati e prodotti circuiti integrati MOS, prima con gate metallico, poi con gate in silicio, oltre a componenti discreti quali bobine per i filodiffusori, diodi Zener, diodi veloci (GP2), condensatori al tantalio ad anodo sinterizzato. Era anche possibile assemblare circuiti integrati. Insieme allo stabilimento di produzione di componenti discreti, c'era un reparto di progettazione di circuiti integrati, un laboratorio per la fabbricazione delle maschere e una clean room, dove venivano fabbricati i circuiti. Nel campo dei circuiti MOS, lo stabilimento di Giugliano si piazza, in ordine di tempo, tra i primi in Europa per l'attività di produzione autonoma e completa di MOS su silicio a partire dalla progettazione con CAD fino all'assemblaggio. La tecnologia MOS è il fondamento della tecnologia oggi largamente predominante in tutti i settori dell'elettronica, presente, tra l'altro, in tutti i cellulari e in tutti i computer moderni. 
Tra gli integrati MOS completamente progettati e costruiti nello stabilimento di Giugliano, che raggiunsero notevoli volumi di produzione, particolare importanza ebbero un divisore a 7 stadi per gli organi elettronici Farfisa, un chipset per la prima calcolatrice elettronica da tavolo della Olivetti, un chipset per la Olympia in Germania, lo shift register SL-7-4016 e il display driver AY-7-4007. Quest'ultimo chip fu uno dei primi a pilotare i nuovissimi - per l'epoca - display LED e fluorescenti a 7 segmenti e fu venduto in tutto il mondo in grandi volumi. 
Quando la tecnologia passò dai wafer da 3" a quella da 5", non trovando in Italia le condizioni per l'ampliamento dello stabilimento, la produzione fu spostata in Scozia, a Glenrothes.
Lo stabilimento di Giugliano impiegava oltre 800 operaie provenienti dai territori di Giugliano, Villaricca, Quarto, Mugnano, Marano, Parete e Casal di Principe, che nel corso degli anni avevano acquisto straordinarie capacità professionali in un settore fortemente innovativo come quello dei Microcircuiti integrati con tecnologia MOSFET. Lo stabilimento di Giugliano fu oggetto di una drastica riduzione della capacità produttiva quando la casa madre americana decise di trasferire (con un'azione di vero e proprio smantellamento delle attrezzature) la produzione di Giugliano negli stabilimenti che aveva aperto in Scozia e a Malta. Molti prodotti finiti nel settore dei microcircuiti venivano prodotti a Taiwan, quindi trasferiti nello stabilimento di Giugliano per la sola marcatura GIE. Le maestranze dello stabilimento attuarono una serie di iniziative di lotta a difesa del posto di lavoro dello stabilimento, culminate in un'occupazione della fabbrica. La resistenza delle operaie, organizzate in un comitato di Lotta, si è sviluppata dal 1972 al 1974, quando, complici le organizzazioni sindacali CGIL, CISL, UIL, lo stabilimento fu chiuso e le maestranze messe in mobilità.